# 吉隆坡猛龙
吉隆坡猛龙（英語：Kuala Lumpur Dragons）是马来西亚吉隆坡的一支职业篮球队，也曾是東南亞職業籃球聯賽的参赛队伍之一。猛龙也曾经在2016年以蓝星清洁剂猛龙的名义参加菲律宾发展联盟。

## 历史
猛龙于2009年成立，由目前西港公司行政總裁魯本加拿林甘、成功集團行政總裁陳永欽和馬來西亞前財務長之子拿督威拉达尼達因等人创办。初期球队名为“吉隆坡猛龙”，并主要参加马来西亚国内的篮球比赛，並即於2010年就奪得國家籃球聯賽冠軍，直到东盟篮联创立后才参加国际比赛。而在西港于2012年成为该球队的赞助商后猛龙便易名为的“西港马来西亚猛龙”。
因原任冠军被吊销资格，猛龙队曾在2011年代表东南亚参加过FIBA亞洲球會冠軍盃賽，然而猛龙最后以全败的结果结束旅程。猛龍也在2013年成立猛龍籃球學院並成為馬來西亞少年NBA的正式合作夥伴。
猛龙在前4个赛季中都有晋级半决赛，惟每次都止步于此。直到2014年赛季才初次闯入决赛，但却输给曼谷高科技，仅获得第二名。其后猛龙在2015/2016年赛季以3勝2敗擊退新加坡騰飛之獅，首次赢得冠军，并获得资格参加2016年FIBA亚冠杯，同樣的最後猛龍也以全敗的成績淘汰，在奪得ABL冠軍後季球隊面臨教練團與球員的改組導致球隊再次遠離決賽圈。猛龙也曾在2016年做出創舉以「蓝星清洁剂猛龙的名义参加菲律賓PBA發展聯盟，球隊在2017年7月底參加新西蘭的一段巡迴邀請賽也在9月舉辦本土球員的徵選測試。。

## 成就

### 東南亞職業籃球聯賽
| 年份    | 篮联常规赛季 | 篮联季后赛 |
| ------- | ------------ | ---------- |
| 2009-10 | 4            | 半决赛     |
| 2011    | 3            | 半决赛     |
| 2012    | 4            | 半决赛     |
| 2013    | 3            | 半决赛     |
| 2014    | 1            | 亚军       |
| 2015–16 | 1            | 冠军       |
| 2016–17 | 5            | 未進入     |
| 2017–18 | 9            | 未進入     |
| 2018–19 | 8            | 未進入     |

## 领导层资讯
持有者
- 拿督威拉達尼達因
- 拿督陈永钦
- 鲁本加拿林甘
- 拿督赖俊瀚

主席
- 拿督威拉達尼達因

## 主要外籍队员
| - Jason Killeen - Conor Grace - James Mangahas - Alexander Hartman - Justin Leith - Nakiea Miller - 派翠克卡巴哈克 - Chris Lynch - Jamal Brown - Rudy Lingganay - Justin Melton - Sammy Monroe - Julius Armon | - Chris Kuete - Roel Hugnatan - Nic Belasco - Chris Pacana - Tiras Wade - Brian Williams - Angelus Raymundo - 凯德里克·勃兹曼 - Gavin Edwards - Moala Tautuaa - Mark Jeffries - Marcus Hubbard - Juami Tiongson |

## 教练
- 吴清发（2009至11，2016）
- 范瓜迪亚（2011至16）
- 克里斯托马斯（2016至18）
- 傑米珀爾曼（2018至今）